# پردیس سینمایی مهر (سبزوار)
پردیس سینمایی مهر یک پردیس سینمایی در شهر سبزوار، ایران است.
این سینما که متعلق به حوزه هنری می‌باشد در سال ۱۳۳۹ با یک سالن افتتاح شده و هم‌اکنون پس از بازسازی دارای ۵ سالن است.
نام این سینما قبل از انقلاب ۱۳۵۷ ایران سینما سعدی بود که پس از آن به سینما بهمن تغییر نام یافت اما در سال ۱۴۰۱ پس از بازسازی و تبدیل به پنج سالن با نام پردیس سینمایی مهر بازگشایی شد.